# 北京市第十二中学
北京市第十二中学位于北京市丰台区丰台街道益泽路15号，是北京市丰台区唯一的一所市级重点中学，是北京市首批十四所高中示范校之一。

## 沿革

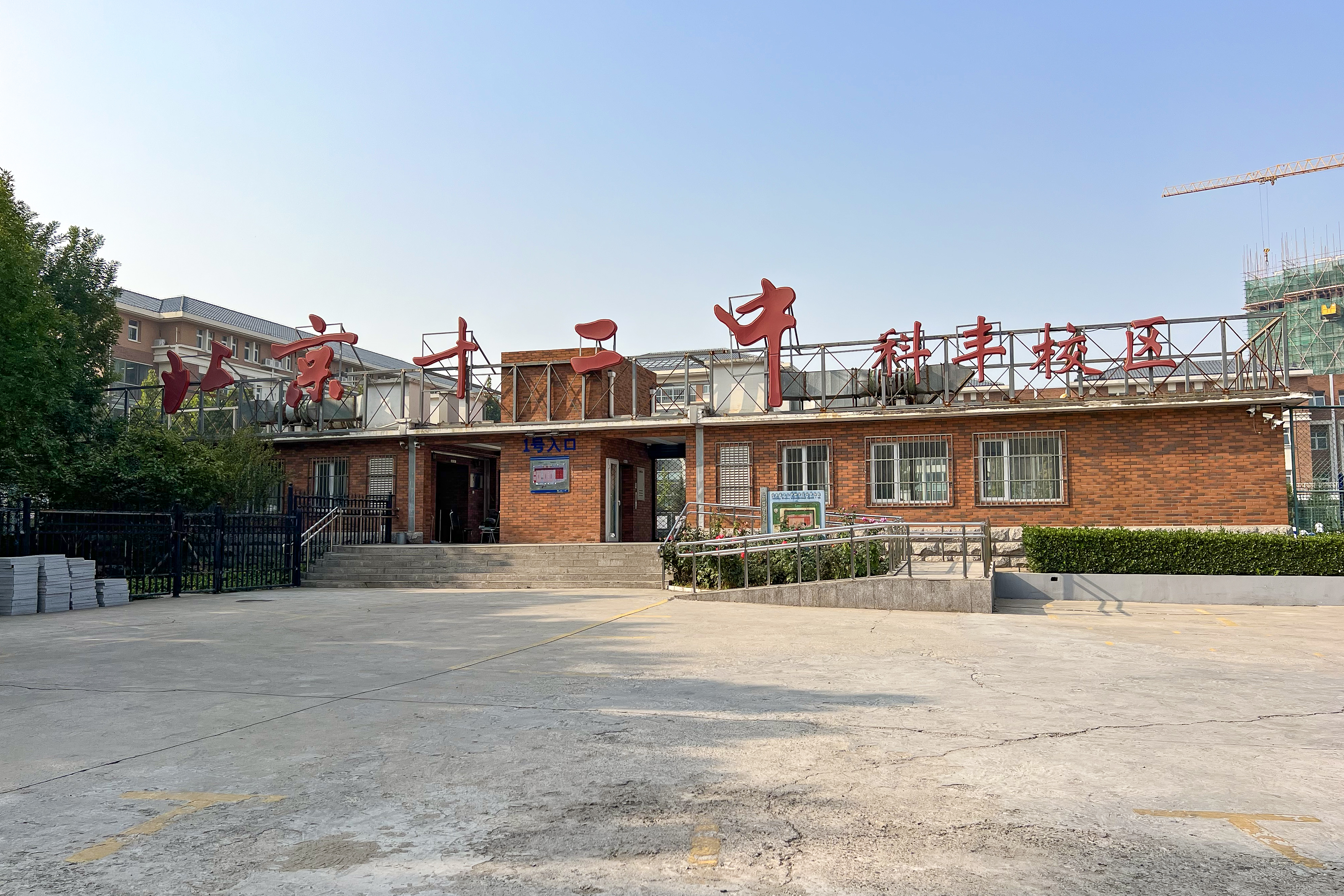
位于西四环南路原铁五中校址的十二中科丰校区

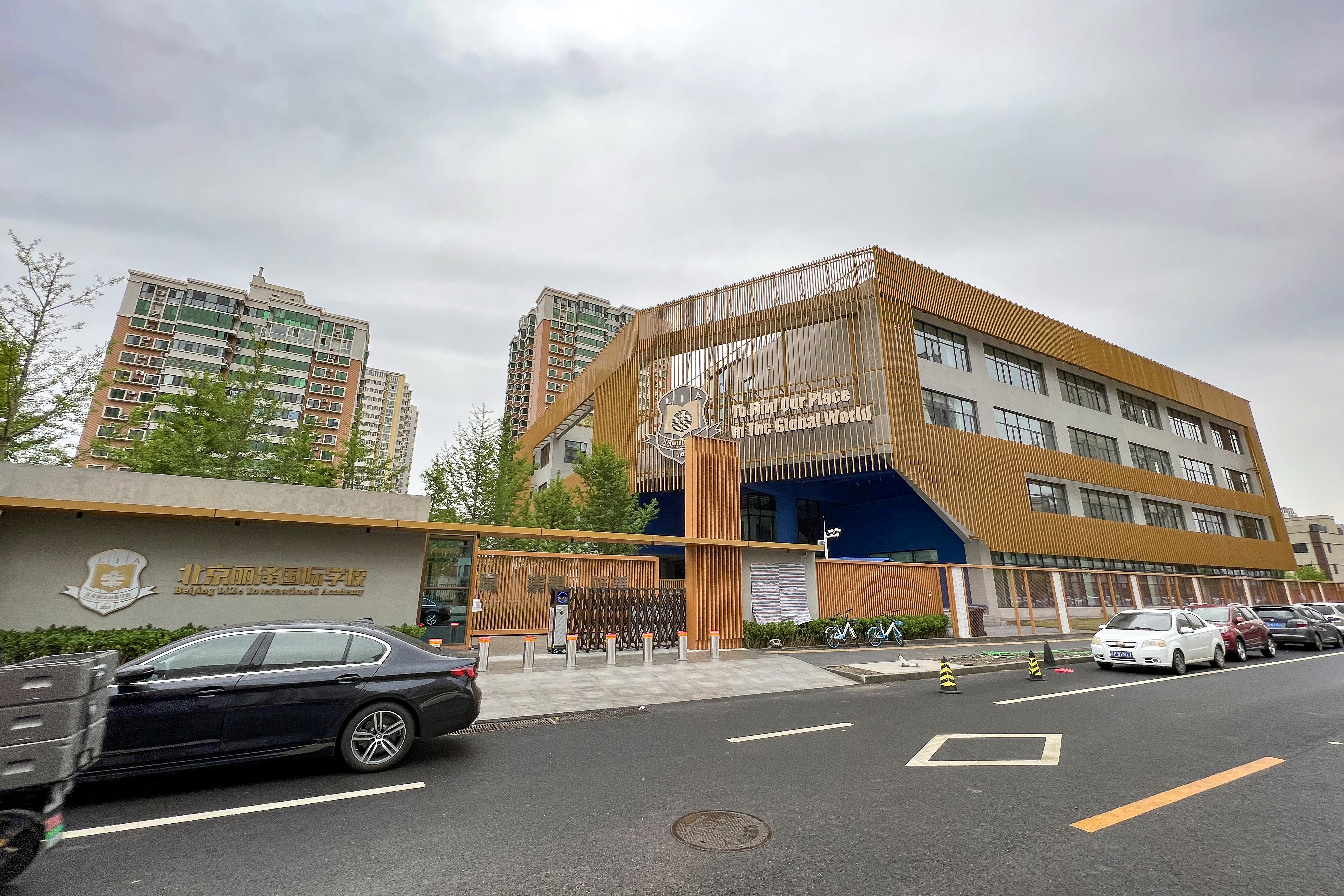
北京十二中丽泽国际学校

学校前身为1934年创建的宛平简易师范学校。1937年随着卢沟桥事变暂时解散。中华人民共和国成立后，更名为北京市第十二中学。2001年9月，学校高中部搬迁到西三环边的新校。目前学校拥有近40个教学班，160多名教职工，2000余名学生。新建的学校具有优越的软硬件环境。学校建成了主干为1000M，100M到桌面的局域网，全校近600台计算机互连互通，都能享受校内、外的优质资源，保证了每间教室都是多媒体教室。学校的气垫导轨实验室、生态展示园、独立体育馆等设施均领先北京市的高中校园建设。学校有一支业务过硬、素质全面、爱岗敬业的优秀教师队伍。有10名特级教师，27名市区骨干教师，75%的一线教师具有研究生学历或研究生班结业学历，100%的教师具有本科以上学历。
学校先后被评为：北京市示范性普通高中、联合国教科文组织EPD项目实验校、全国现代教育技术实验校、首都师范大学教育硕士专业学位研究生培养与实践基地、全国教育科学“十五”规划重点课题实验学校、全国学习科学实验学校、中国教育学会“十五”重点课题实验学校。2003年9月9日，中国大陆教师节前夕，中华人民共和国国务院总理温家宝与中央及北京市、丰台区领导来到北京十二中。温家宝告诫教职工要“师有德，行有范。”“要立志做一辈子教师，做一辈子青年人的楷模。”
2011年，丰台区在铁五中、铁十一小、丰台四中原校址内新建北京十二中科丰校区。

## 历任校长
1934年：郑伯平
1949年-1950年：简师改名为北京市立丰台简易师范学校，军管会柴泽民代表任命郑伯平担任首位简易师范校长 (也是简师最后一任校长)
1950年-1963年：郑孝侯
1963年-1966年：吉泰
1972年-1981年：李英威（后任北京市丰台区区长）
1978年-1982年：顾明 任中共北京十二中党总支书记
1982年-1986年：陶西平（后任北京市教育局局长）
1986年-1992年：方军燕
1988年：张承钧
1989年-1993年：杜登元
1992年-1994年：王千里
1994年-1999年：罗杰
1999年-2006年：张永啟
2006年-现在： 李有毅

## 著名校友
崔永元
屈万祥
张卓然
尹双增
宋敬廷
郑全录
孙燕峰
李淑媛
纪梅
陈闽慷
张儒
郑振环
王一俊
何跃忠
李育良
杨秀荣
俞凯
刘世忠
袁文进
刘昆
傅增有卜汉蒙 TF家族杨博文